# 星火水库
星火水库是中国黑龙江省绥化市海伦市境内的一座水库，引通肯河水，建于1958年。水库正常库容为600万立方米，集雨面积为65平方千米，海拔为200.27米。